# Ingenting är som förut, allt är som vanligt
Ingenting är som förut, allt är som vanligt är ett studioalbum av Sven-Ingvars, som släpptes den 11 oktober 2019.

## Låtlista
1. Ser du mig nu (Oscar Magnusson)
2. Min väg (Dan Andersson/Sven-Erik Magnusson)
3. Sången om dig (Niclas Frisk/Oscar Magnusson)
4. Än finns tid att förlåta (Ingela Forsman/Sven-Erik Magnusson)
5. Rör vid mig igen (Axel Sjöberg/Björn Olsson)
6. Du får ingen medalj (Oscar Magnusson)
7. Minns du björken (Gun Pettersson/Sven-Erik Magnusson)
8. Kärleken är vår borg (Oscar Magnusson)
9. Du och jag (Oscar Magnusson)
10. Allt beror på dig (Peter LeMarc/Plura Jonsson)
11. Allt gammalt blir nytt igen (Peter LeMarc)
12. Två mörka ögon (Bert Månsson)
13. Ack Värmeland, du sköna (Anders Fryxell/Fredrik August Dahlgren)

## Medverkande
- Stefan Deland - Bas
- Klas Anderhäll - Trummor
- Staffan Ernestam - Gitarr
- Olle Nyberg - Piano, keyboards
- Oscar Magnusson - Sång, Gitarr
- Sven-Erik Magnusson - Sång (spår 12)
- Ingvar Karlsson - Dragspel (spår 11)
- Helena Josefsson - Sång (Låt 9)
- Christoffer Lundqvist, Sven-Ingvars - Producenter
- Uffe Börjesson - Mastering

## Listplaceringar
| Lista (2019) | Position |
| ------------ | -------- |
| Sverige      | 8        |